# Terraplane Blues
Singles de Robert Johnson
32-20 Blues /
 Last Fair Deal Gone Down
(1937)

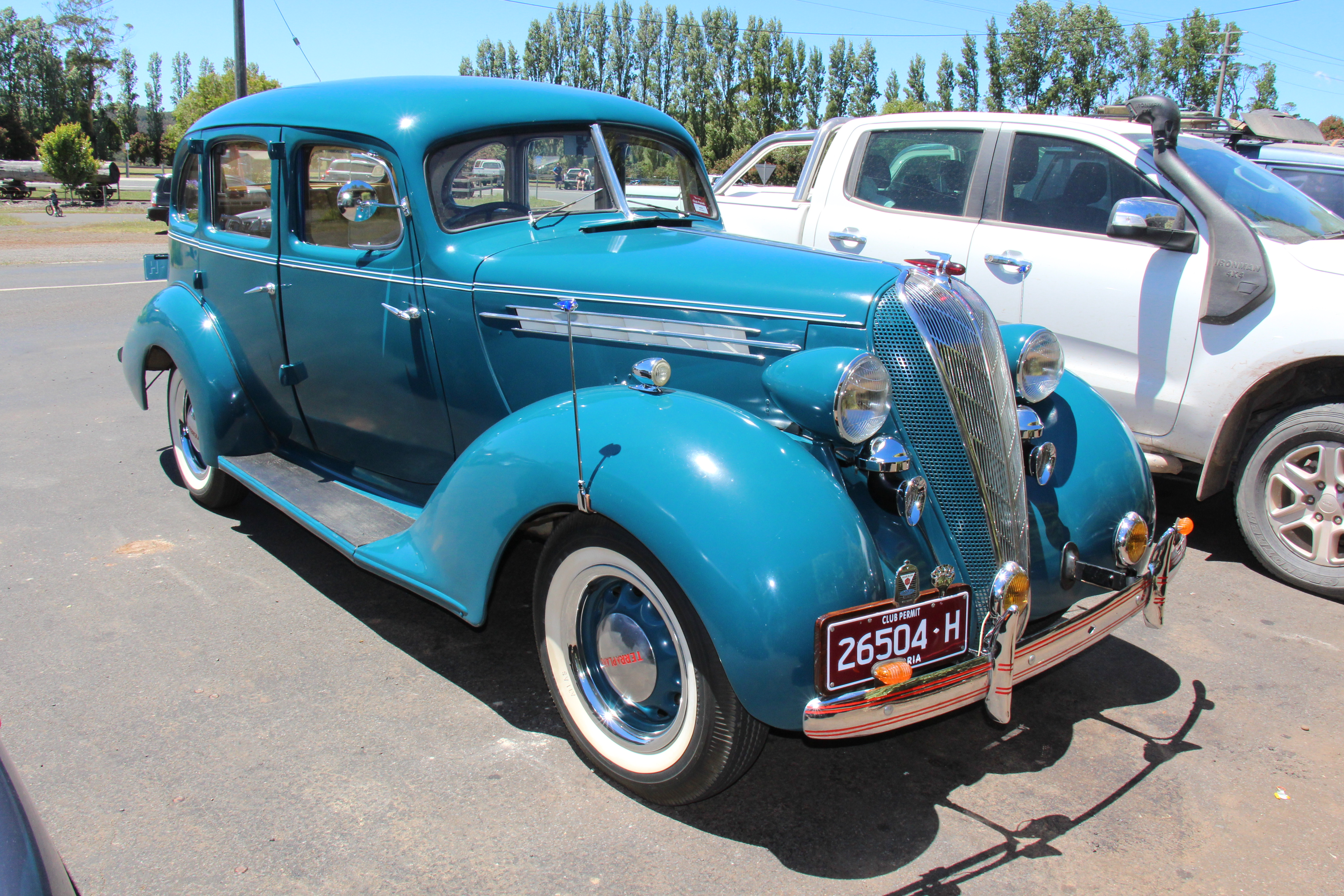
Terraplane Series 62 Sedan de 1936.

Terraplane Blues est une chanson de Delta blues enregistrée en 1936 à San Antonio, au Texas, par Robert Johnson. Ce disque, le premier single du bluesman, obtient un certain succès régional, se vendant entre 5 000 à 10 000 exemplaires. 
En 1990, Terraplane Blues est la 5e chanson de Johnson intronisée au Blues Hall of Fame dans la catégorie « enregistrement classique du blues ».

## Histoire
Terraplane Blues est interprétée par Robert Johnson lors de sa première séance d'enregistrement avec le producteur Don Law, le 23 novembre 1936 à San Antonio, Texas, dans la chambre 414 du Gunter Hotel, aménagée en studio pour l'occasion. C'est la première chanson de Johnson publiée sur disque 78 tours, le 4 janvier 1937, par le label Vocalion, avec Kind Hearted Woman Blues en face B (no  de catalogue 03416). Le single est également édité en mars 1937 par d'autres labels dépendant d'ARC : Perfect (900 copies), Oriole (75 copies), Banner, Melotone, et Romeo Records,. Une seule prise de la chanson nous est parvenue. Terraplane Blues est ensuite intégrée en 1961 dans la compilation King of the Delta Blues Singers publié par Columbia.
Johnson utilise le modèle de voiture Terraplane comme une métaphore du sexe. Dans les paroles de la chanson, la voiture ne démarre pas et Johnson soupçonne que sa petite amie a laissé un autre homme la conduire pendant qu'il était parti. En décrivant les divers problèmes mécaniques de sa Terraplane, Johnson crée un décor d'insinuations sexuelles à peine voilées. Les courbes de la voiture elle-même sont associées à celle d'une femme.
Les parties de guitare de Terraplane Blues sont similaires à celles de Stones in My Passway du même Johnson. Dans ce morceau, le musicien fait la démonstration de toutes les techniques qui définissent l'originalité de son style : « rubato expressif, manipulation de carrure à des fins dramatiques, rupture mélodique du jeu note à note, brusque changement de registre dans la voix avec des aigus déchirants, mais précis », et ligne de basse inspirée du piano boogie-woogie. La mélodie est composée dans le style de Peetie Wheatstraw,.
Terraplane Blues est le disque avec lequel Johnson reçoit le plus de succès de son vivant. Il est d'ailleurs chroniqué par John Hammond en 1937 dans le magazine New Masses.

## Autres versions et influences
Après sa redécouverte en 1961, Terraplane Blues est enregistré par de nombreux artistes, dont Big Joe Williams, Captain Beefheart, Howlin' Wolf, John Lee Hooker, Roy Rogers, Mickey Baker, Tony McPhee, Lonnie Pitchford et Paul Pena. 
Johnny Shines, ancien partenaire musical et compagnon de voyage de Johnson, enregistre la chanson sous les titres Fish Tail et Dynaflow Blues (la Buick Dynaflow étant un modèle de voiture plus récent).
On compte également des versions interprétées par :
- 1975 : le groupe Foghat sur leur album Fool for the City ;
- 1975 : John Hammond, Jr. sur l'album Can't Beat the Kid ;
- 1977 : Robert Lockwood Jr. sur Does 12 (enregistrée en 1975) ;
- 1991 : Rory Block sur Mama's Blues, puis en 2006 sur The Lady and Mr. Johnson ;
- 1991 : Johnny Shines et Snooky Pryor sur Back to the Country ;
- 1994 : Canned Heat sur la compilation Uncanned! The Best of Canned Heat ;
- 1998 : Peter Green Splinter Group avec Nigel Watson, sur The Robert Johnson Songbook ;
- 2004 : Eric Clapton sur Sessions for Robert J ;
- 2005 : Elliott Murphy et Olivier Durand (ex Little Bob Story), sur Murphy Gets Muddy ;
- 2005 : Dion sur Bronx in Blue ;
- 2015 : Noël Akchoté, en version instrumentale, sur Love in Vain - Plays the Music of Robert Johnson.

La chanson Trampled Under Foot de Led Zeppelin est considérée comme un hommage au Terraplane Blues de Johnson, Robert Plant utilisant des pièces de voiture comme métaphores sexuelles. Cependant, le 10 décembre 2007, lors du concert Celebration Day à l'O2 Arena de Londres, c'est Nobody's Fault But Mine que Robert Plant présente comme « une version Led Zeppelin de  Terraplane Blues ».